# Preobrażenci
Preobrażenci (bułg. Преображенци) – wieś w Bułgarii, w obwodzie Burgas, w gminie Ruen. W 2023 roku liczyła 467 mieszkańców.